# Kesteven
Pour les articles homonymes, voir Kesteven (homonymie).
Le Kesteven, également appelé Parts of Kesteven en anglais, est une région historique du Lincolnshire, en Angleterre.
Il s'étend sur le sud-ouest du comté, dont il constitue l'une des trois subdivisions traditionnelles (les Parts of Lincolnshire) avec le Holland au sud-est et le Lindsey (en) au nord.

## Toponymie
Kesteven est un nom d'origine mixte. Il se compose d'une base celtique *cę̄d « forêt » à laquelle a été suffixé l'élément norrois stefna qui désigne littéralement un lieu de réunion, mais qui renvoie ici à un district. Ce toponyme est attesté pour la première fois vers l'an mil sous la forme Ceostefne. Il est orthographié Chesteven dans le Domesday Book, compilé en 1086.

## Histoire
Le Kesteven constitue un comté administratif de 1889 à 1974, avec la ville de Sleaford pour chef-lieu. À la suite du Local Government Act 1972, ce comté est aboli, mais le nom de Kesteven subsiste dans celui des deux districts non métropolitains qui lui succèdent : le North Kesteven et le South Kesteven.